# 怪獸之王
《怪獸之王》，是SNK於1991年2月25日推出的街機遊戲。1992年5月25日推出續作《怪獸之王2》。遊戲內容為格鬥對戰，遊戲場景則像《哥吉拉》之類的怪獸電影。

## 一代

### 登場角色
1. Geon
2. Woo
3. Poison Ghost
4. Rocky
5. Beetle Mania
6. Astro Guy

## 二代

### 登場角色
我方
1. Super Geon
2. Cyber Woo
3. Atomic Guy

敵方（外星兵團）
1. Huge Keal（日版）／Huge Frogger（美版）
2. Horn du Out（日版）／Eifflelyte（美版）
3. Yam a Mordon（日版）／Claw Head（美版）
4. Kili Kili（日版）／Beetle Master（美版）
5. Sack Eyes（日版）／Aqua Slug（美版）
6. Eat Wow（日版）／Lavicus（美版）
7. King Famardy（日版）／Famardy（美版）